# Stay Out of the Basement
Stay Out of the Basement (No Brasil: Fique Longe do Porão e em Portugal: A Cave do Terror) é um dos livros da série Goosebumps.

## Sinopse
Doutor Brewer é demitido da empresa onde trabalhava devido a alguns erros. O Doutor Brewer começa a fazer experiências no porão de sua casa, ele acaba criando acidentalmente plantas metade humanas. Empolgado com o acontecido, o dr. começa a aprofundar o acidente e acaba criando um clone seu, mas com alguns defeitos. A esposa, a sra. Brewer, sai de casa para cuidar de sua irmã que está doente e irá fazer uma cirurgia. As crianças Casey e Margaret, juntamente com a amiga Diane, aproveitam a saída do doutor para ir ao porão onde estão as experiências e é um lugar proibido pelo cientista. Como lá estava quente, Casey retirou sua camiseta e a esqueceu ali. Ele foi buscá-la, mas naquele momento chega o pai, que fica despontado com Casey e Margaret. Eles percebem que o pai está agindo de maneira estranha, comendo adubo e com folhas de plantas no lugar de seus cabelos, além de ter um sangue verde. O sr. Martinez, responsável pela empresa onde Brewer trabalhava, chega na casa para ver as experiências. Dr. Brewer vai buscar sua esposa, e as crianças descem ao porão para buscar uma pipa, mas encontram uma pessoa igual ao pai deles e o sr. Martinez amarrados. Soltam o suspeito pai, que diz ter sido trancado ali, por aquele outro dr. que seria um clone. O outro dr. chega com a sra. Brewer e encontram-se os dois doutores. Sem saber quem era o verdadeiro pai, Margaret perfura o dr. que estava preso e vê um sangue vermelho escorrendo. Assim, ela descobre que ele é o verdadeiro pai e lhe entrega uma enxada, no qual o verdadeiro Brewer mata o clone de sangue verde que não possuía quaisquer órgãos internos.

## Personagens
- Casey Brewer e Margaret Brewer: Irmãos e filhos do dr. Brewer e da sra. Brewer.
- Diane Manning: Amiga de Margaret.
- Sr. Henry: Vizinho de Margaret e Casey.
- Dr. Brewer: Pai das crianças, ele é um cientista.
- Sra. Brewer: Esposa do doutor Brewer.
- Cópia do dr. Brewer: Uma das expêriencias do dr. Brewer que deram errado.

## Adaptação para TV
O livro foi adaptado para ser transmitido no extinto Fox Kids. Havia algumas diferenças entre o episódio e o livro:
1. No livro, Dr. Brewer grita com Margaret e Casey ficar de fora do porão do porão. No episódio, ele grita lá de cima pela porta do porão e pede desculpas a eles, por levantar a voz.
2. No livro, Margaret e Casey descobrem no porão, Casey leva a camiseta fora. No episódio, foi o seu suéter.
3. Casey recupera sua camisola antes de o Dr. Brewer vem, enquanto que no livro, Margaret salva-lo de uma planta demoníaca.
4. Margaret descobre que Dr. Brewer está sangrando sangue verde do braço e tem folhas na cabeça no banheiro. No livro, Margaret só vê o seu sangue verde na casa de banho e Margaret e Casey descobre folhas em sua cabeça quando acidentalmente Casey joga o boné fora com um Frisbee.
5. No livro, Dr. Brewer tentou feed Margaret e Casey alimentos vegetais para o almoço, mas no episódio, que foi para o pequeno almoço.
6. Dr. Martinez é nomeado o Dr. Marek no episódio.
7. Cenas como Dr. Brewer levar o telefone longe de Margaret ao falar com a senhora Brewer, Margaret e Casey sendo enviadas para os seus quartos para a destruição de uma planta e espreitar pela janela do porão, o Dr. Brewer fecho a porta do porão e janelas, Margaret Casey e procurar a tia Eleanor número de telefone, ouvindo a chamada Dr. Marek esposa na secretária eletrônica, escondendo Margaret de seu pai falso debaixo da cama e descobrir a carteira Dr. Marek não estavam no livro.
8. O Dr. Brewer fake parece mau e raiva na maior parte do episódio. No livro, ele parece mais calmo e amigável.
9. O falso Dr. Brewer é morto por pulverização de plantas daninhas no episódio por Margaret. No livro, ele é cortado pela metade o real Dr. Brewer.
10. No final, um ramo de flores à Margaret alegação de que um deles é seu pai, em vez de uma flor, como no livro.
11. A personagem Diane não está na versão T.V.